# Ola Solum
Ola Solum, född 17 juli 1943, död 28 juni 1996, var en norsk regissör, manusförfattare, skådespelare och scenograf.

## Regi i urval
- 1994 – Trollsyn, sagnet om Josteldalsrypa
- 1991 – Isbjörnskungen
- 1989 – Landstrykere
- 1985 – Orions bälte
- 1978 – Operation Cobra
- 1976 – Resan till julstjärnan

## Filmmanus
- 1989 – Landstrykere
- 1978 – Operation Cobra
- 1976 – Resan till julstjärnan

## Filmografi roller i urval
- 1991 – Frida - med hjärtat i handen
- 1989 – En håndfull tid